# Clarence Robbins
Clarence Aaron Robbins, detto Tod (1888 – Saint-Jean-Cap-Ferrat, 10 maggio 1949), è stato uno sceneggiatore statunitense.
Noto per aver scritto la sceneggiatura del film scandalo Freaks (1932), diretto da Tod Browning, prodotto dalla Metro-Goldwyn-Mayer.

## Filmografia
- Il trio infernale (The Unholy Three), regia di Tod Browning (1925)
- Vivere! (The Branded Man), regia di  Scott Pembroke e Phil Rosen (1928)
- The Unholy Three, regia di Jack Conway (1930)
- Freaks, regia di Tod Browning (1932)